# Historia del fútbol en El Astillero
El comienzo del fútbol en El Astillero data de principios del s.XX. Siendo el municipio una zona industrial y portuaria próxima a Santander, es fácil imaginar que fueran ciudadanos extranjeros los que introdujeran este deporte en una fecha indeterminada de comienzos de siglo. Sin embargo, parece exagerada la afirmación que aparece en un artículo de El Diario Montañés el 12 de septiembre de 1935:
"Creemos que el Astillero, que es la cuna del deporte futbolístico y que ostenta el nombre de «abuelo» por haber sido en este pueblo donde empezó este deporte, nos parece que méritos tiene para poder tener una representación en la primera categoría."
La categoría a la que se refiere no es, evidentemente, la Primera División, sino la Primera Categoría Regional; pero lo destacable del párrafo es la afirmación de que el fútbol en Cantabria nació en El Astillero (hasta la fecha parece que el primer partido de fútbol en Cantabria tuvo lugar el 11 de agosto de 1902 en Santander). En cualquier caso, el primer club de fútbol del que hay noticia en el municipio data de principios de 1909, lo que no implica que no se hubiera jugado al fútbol antes de esa fecha.

## Los Orígenes: Sportiva del Astillero, Astillero FC y otros clubs (1909-1922)
Los primeros años del fútbol en El Astillero están marcados por la aparición y desaparición de diferentes clubs en un espacio corto de tiempo antes de que en 1922 aparezcan los dos clubs históricos del municipio (el Unión Club de Astillero y la Cultural Deportiva de Guarnizo).
El primer club de fútbol del que hay noticias en el municipio es la Sportiva del Astillero, club que aparece a principios de 1909 y que continúa su actividad por lo menos hasta 1911. Durante ese tiempo la Sportiva disputa partidos amistosos contra diferentes clubs de Santander (Sportiva España, Comercial, Recreativa, el equipo de fútbol militar del Regimiento Valencia, Cantabria, etc.) Dichos partidos suelen ser retos que un equipo le lanza a otro a través de la prensa. el primer partido de la Sportiva del Astillero que aparece en El Diario Montañés es un amistoso a disputar el 13 de junio de 1909 en El Astillero contra la Sportiva España de Santander. Sin embargo este club, ya en otoño y con apenas unos meses de vida, viaja a Bilbao para jugar un amistoso con el Athletic Club. La Sportiva desaparece en 1911.
Otro club que aparece también en 1909 es el Astillero Foot-ball Club, equipo que igualmente permanece en activo hasta 1911. Este nombre debió de ser bastante popular, ya que reaparece varias veces (un segundo Astillero FC entre 1917 y 1919, otro en los años 30...) Este primer Astillero FC aparece por primera vez en prensa el 3 de Octubre con motivo de un encuentro amistoso contra la Sportiva España de Santander. Lo mismo que la Sportiva del Astillero, el equipo disputa encuentros principalmente con otros equipos de la capital hasta su desaparición en 1911.
Otro equipo de vida más efímera incluso que los anteriores es el Astillero Sporting Club, de 1912, que debió de aparecer a principios de ese año (aparece en la prensa el 5 de Mayo con motivo de un encuentro con la Escolar Santanderina). También debió de disputar encuentros contra clubs de Santander de la época.
En 1916 aparecen una retahíla de clubs, algunos de vida efímera de un año o incluso menos (La Invencible de Astillero, Astillero Sport Club, Hispania Foot-ball Club, Unión Astillerense), otros que aguantan un par de años (Selección Club de Astillero y Sigva Foot-ball Club, denominado en 1917 como Sigva Balompié, activos ambos clubs entre 1916 y 1917) y el primer club astillerense que logra una cierta continuidad, el Ariñ Sport de Astillero (activo entre 1916 y 1921); el Ariñ se federa en la Federación Regional Norte y disputa el Campeonato Regional.
Algunos de estos clubs tienen equipo senior, mientras que otros sólo compiten con equipos infantiles (lo que hoy en día son juveniles), pero que no tienen problema en disputar encuentros contra seniors de otros clubs. Otra característica de la época es la costumbre habitual de reforzar un equipo de un club que va a disputar un partido amistoso con jugadores de otro club, hábito que la Federación Regional Cántabra intenta regular más tarde, ya en los años 20.
Ya en 1917 aparecen algunos clubs nuevos de corta existencia, el Club Deportivo Español o la Sociedad Recreativa de Astillero. Ambos equipos desaparecen a lo largo de ese año. También en 1917 una selección de jugadores de Astillero juega un partido amistoso contra un equipo potente, el Barreda Sport, en Torrelavega.
En 1918 aparecen un par de clubs que logran algo de continuidad, el Astillero Balompié y el Arenas Foot-ball Club. Ambos desarrollan su actividad entre 1918 y 1920. El Astillero BP parece ser el club dominante de la época en el municipio, jugando partidos en diferentes localidades de Cantabria (Santander, Muriedas, Torrelavega, Laredo, etc.), participando en el Campeonato Regional de la Federación Norte... También es el encargado de inaugurar los nuevos Campos de Sport del Astillero en un partido contra el CD Cantabria de Santander el 19 de mayo de 1918.
En 1919 aparece la Nueva Mundial Foot-ball Club, equipo básicamente de infantiles (i.e. juveniles) y que tiene una continuidad de al menos tres años, hasta 1921. Es de destacar que todos los clubs mencionados hasta ahora son de la localidad de El Astillero, sin referencia a equipos de otras localidades hasta 1922, cuando aparece la Cultural Deportiva de Guarnizo, y 1924 con el Ilusión Sport de Guarnizo y el Rápido de Guarnizo.

## El Unión Club y la Cultural Deportiva (1922)
Artículos principales: Sociedad Deportiva Unión Club de El Astillero y Cultural Deportiva Guarnizo
No deja de ser curioso que los dos clubs dominantes en la historia del fútbol en el municipio (y por tanto los dos clubs con mayor rivalidad) se fundaran el mismo año, 1922. Además ambos clubs visten en parte de color verde, verdiblanco los de Guarnizo y verdinegro los de Astillero.
El Unión Club es fundado como Sport La Planchada, aunque pronto cambia su nombre por el actual Sociedad Deportiva Unión Club, mientras que la Cultural es siempre eso, la Cultural y Deportiva de Guarnizo. Ambos clubs rivalizan los años previos a la guerra en el Campeonato Regional de Cantabria, en sus diferentes categorías, militando los de Astillero en seis ocasiones en la máxima categoría (1924-25 a 1928-29, y 1930-31), seis en la segunda (1924, 1929-30, 1931-32 a 1933-34, y 1935-36) y tres en la tercera (1922, 1923 y 1934-35), mientras que los de Guarnizo juegan cuatro veces en la máxima categoría (1924-25, 1927-28, 1929-30 y 1930-31), siete en la segunda (1924, 1925-26, 1926-27, 1928-29, y 1931-32 a 1933-34) y dos en la tercera (1922 y 1923). Ambos clubs se ven las caras en la misma categoría siete temporadas, la mitad, en sus quince primeros años de existencia (1922-1936).
Así pues, a lo largo de estos primeros años del fútbol en El Astillero, antes de la guerra, el municipio está representado en las diferentes categorías del los campeonatos regionales (primero de la Federación Regional Norte y luego de la Federación Cántabra) por el Arenas FC, el Ariñ Sport, el Astillero BP, el Astillero FC y el Unión Club, de la localidad de El Astillero, y por la Cultural Deportiva y el Unión Sport de la localidad de Guarnizo.
Tras la guerra ambos clubs siguen trayectorias similares, jugando en categorías regionales en los 40 y los 50, y alcanzando ambos la Tercera División estatal en los años 60 (temporadas 1960-61 y 1963-64 a 1966-67 el Unión Club, campañas 1961-62 a 1965-66 la Cultural). A partir de ahí caen de nuevo a las categorías regionales, con esporádicas presencias del Unión Club en Tercera (1971-72 y 1974-75). La creación de la Segunda División B en 1977-78, y de un grupo específico cántabro de Tercera División en 1986-87 permiten que ambos clubs retornen a categoría nacional en los años 80 y 90, donde compiten asiduamente en Tercera (el Unión Club de 1980-81 a 1983-84, 1986-87 a 1989-90 y 1991-92 a 1998-99; la Cultural de 1985-86 a 1989-90 y de 1994-95 a 1998-99). Las dos últimas décadas el Unión Club está pasando por una mala época deportiva, militando entre la Regional Preferente y la Primera Regional, mientras que la Cultural juega en Tercera (1999-2000, 2000-01, 2003-04, 2004-05, 2007-08, 2008-09 y 2010-11) y en Regional Preferente. Ninguno de los dos clubs ha militado en Segunda B, aunque el Unión Club se ganó el ascenso en 1988 y renunció en beneficio del Santoña.

## El Arenas de Frajanas (1991)
Artículo principal: Club Deportivo Arenas de Frajanas
El último club senior en unirse a la lista de clubs de fútbol del municipio de Astillero es el Club Deportivo Arenas de Frajanas. El club se funda en El Astillero 1991, compitiendo con equipos de base hasta que en la temporada 2007-08 da el salto a la categoría senior. Empezando desde la Segunda Regional (la categoría más baja del fútbol en Cantabria aquella temporada), en tres años alcanza la categoría nacional (Tercera División), en la que debutó en 2010. Por el camino ha logrado un subcampeonato de Regional Preferente (2009-10), uno de Segunda Regional (2007-08) y tres ascensos consecutivos. En 2010 es el máximo representativo de la localidad de Astillero, por delante del histórico Unión Club.

## Los terrenos de juego
Los primeros años los clubs del municipio juegan tanto en terrenos de juego de Maliaño (caso de la Sportiva del Astillero, por lo menos hasta octubre de 1910) como de Astillero (la propia Sportiva en 1909 o el Astillero FC en 1910).
Para 1916 los clubs astillerenses ya juegan en los Campos de Sport del Astillero, que son remodelados en 1918, inaugurándose con un encuentro entre el Astillero BP y el CD Cantabria de Santander. Los onces que saltaron al campo fueron, por el cuadro local, Fernández (portero), Ramos y F. Solana (defensas), Casuso, García y J. Solana (medios), y Tagle, Iraegui, Ibaseta, Vega y Méndez (delanteros); por parte santanderina actuaron Bolado (portero), Colomer y Gacituaga (defensas), Amorrortu, Torre y Ramos (medios), y Sánchez, Collantes, Campa, Gacituaga y Martínez (delanteros). El árbitro fue el Sr. Riestra, del CD Cantabria.

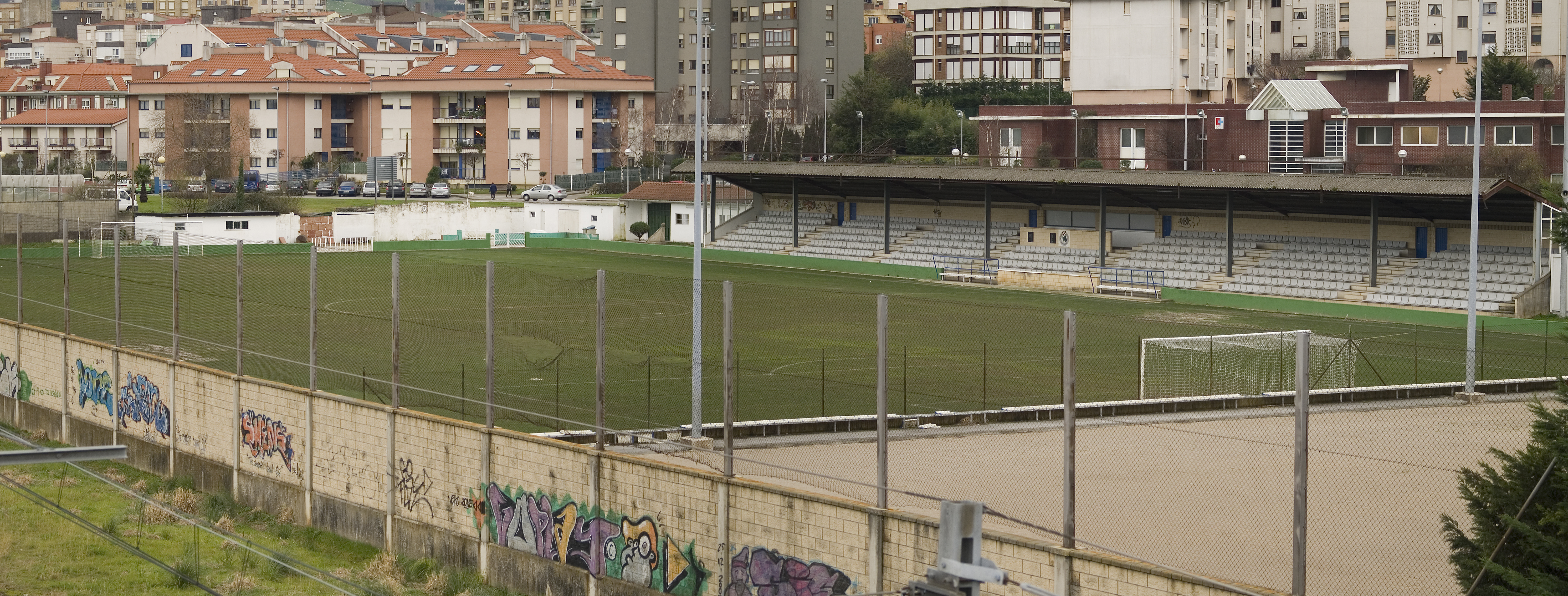
Campos de Sport de La Planchada

En la actualidad el Unión Club actúa como local en los Campos de Sport de La Planchada (El Astillero), con capacidad para 3000 espectadores. El campo es de hierba natural y tiene unas medidas de 108 x 69m.
La Cultural de Guarnizo hace lo propio en los Campos de El Pilar (Guarnizo), con capacidad para 2700 espectadores.
El Arenas de Frajanas disputa sus encuentros en el Campo Municipal de Frajanas (El Astillero), con 1000 espectadores de capacidad. Es de hierba artificial y tiene unas medidas de 100 x 68m. Se inauguró en 1998.

## Resumen cronológico
- Principios de 1909: Se funda la Sportiva del Astillero.
- 1909: Se funda el Astillero Foot-ball Club.
- 1912: Se funda el Astillero Sporting Club.
- 1916: Se fundan el Ariñ Sport, La Invencible de Astillero, SD Selección Club, Astillero Sport, Sigva Foot-ball Club, Hispania Foot-ball Club y Unión Astillerense.
- 1917: Se fundan la Sociedad Recreativa Astillero y el Club Deportivo Español.
- 1918: Se fundan el Astillero Balompié y el Arenas Foot-ball Club.
- 19 de mayo de 1918: Inauguración de los nuevos Campos de Sport del Astillero.
- 1919: Se funda el Nueva Mundial Foot-ball Club.
- 1922: Se fundan la Cultural y Deportiva de Guarnizo y la SD Unión Club de Astillero.
- 1924: Se fundan el Ilusión Sport de Guarnizo y el Rápido de Guarnizo.
- 1930: El Unión Club se proclama campeón de la Serie B del Campeonato Regional de Cantabria.
- 1933: Aparece el Athletic Club de Astillero.
- 1935: El Unión Club se proclama campeón de la Serie C del Campeonato Regional de Cantabria.
- 1945: Tras el desastre de la Guerra Civil en Cantabria se refunda el Unión Club.
- 1947: El Unión Club alcanza los Cuartos de Final del Campeonato de España de Aficionados.
- 1948: La Cultural de Guarnizo se proclama campeona de Segunda Regional de Cantabria.
- 1953: El juvenil del Unión Club alcanza las semifinales del Campeonato Nacional de Juveniles.
- 1960: El Unión Club asciende por primera vez a categoría nacional (Tercera División) tras proclamarse campeón de Primera Regional.
- 1961: La Cultural de Guarnizo asciende por primera vez a categoría nacional (Tercera División) tras proclamarse campeona de Primera Regional.
- 1963: El Unión Club se proclama campeón de Primera Regional.
- 1968: La Cultural de Guarnizo se proclama campeona de Primera Regional.
- 1971: El Unión Club se proclama campeón de Primera Regional.
- 1972: El Unión Club participa por primera vez en la Copa.
- 1974: El Unión Club se proclama campeón de Primera Regional.
- 1985: El Unión Club se proclama campeón de Ragional Preferente, renunciando al ascenso a Tercera División.
- 1986: El Unión Club se proclama campeón de Regional Preferente.
- 1988: El Unión Club renuncia al ascenso a Segunda B tras proclamarse campeón de Tercera División.
- 1991: Se funda el CD Arenas de Frajanas.
- 2010: La Cultural de Guarnizo se proclama campeona de Regional Preferente. El Arenas de Frajanas asciende por primera vez a categoría nacional (Tercera División).